# Hilfsgeist
Ein Hilfsgeist oder Verbündeter ist eine Figur des Schamanismus. In Asien und Amerika ist er zumeist ein Tier. Der Verbündete kann jedoch auch die Gestalt eines Menschen, eines Mischwesens oder (selten) einer Pflanze annehmen.

„Gegen Ende der dreißig Tage kam ein Hilfsgeist in Gestalt einer Frau zu ihm (Igjugarjuk, Grönland). Sie kam, während er schlief, und schien in der Luft über ihm zu schweben. Danach träumte er nicht mehr von ihr, sondern sie wurde sein Hilfsgeist.“

Andere Arten des Hilfsgeists existieren auch in der Mystik sowie bei den Rosenkreuzern und in der Freimaurerei.
Für die Anonymen Alkoholiker existiert eine Höhere Macht, die meist als persönliche Höhere Macht erfahren wird und daher einem Schutzengel oder Hilfsgeist ähnlich ist.